# Juan Ramón Lagunilla
Juan Ramón Lagunilla Alonso (Palencia, 13 de agosto de 1951) es un maestro, profesor de Ciencias Naturales en el Instituto de Educación Secundaria Sem Tob de Carrión de los Condes (Palencia), secretario general de la asociación Liga Española de la Educación y la Cultura Popular, diputado del PSOE por la provincia de Palencia en el Congreso de los Diputados desde 1982 a 1996 (Legislaturas II, III, IV y V), concejal y portavoz del PSOE en el ayuntamiento de Frómista (Palencia) entre 1983 y 1987, secretario general del PSOE de Palencia (1981-1983) y secretario de organización del PSOE de Castilla y León (1988-1996).

## Biografía

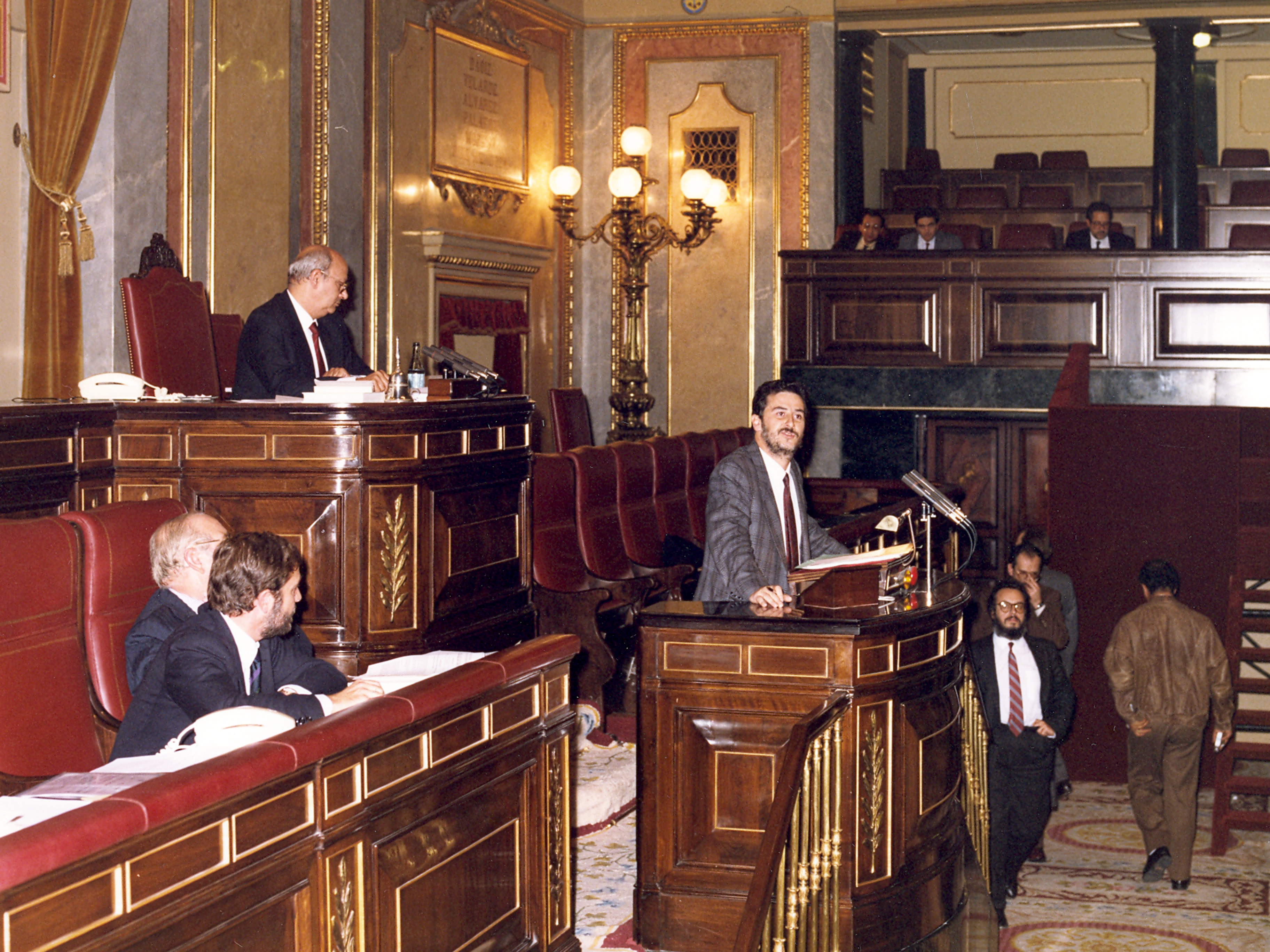
Intervención en el Pleno del Congreso de los Diputados del 11 de noviembre de 1988.

Estudió bachillerato en el Instituto Jorge Manrique de la capital palentina y posteriormente Magisterio en la Escuela Normal de la misma ciudad. Realizó las prácticas de maestro en el colegio Juan Mena de la Cruz de la capital. Después de hacer el servicio militar en la Cruz Roja, aprobó las oposiciones al cuerpo de Maestros en el año 1974.
Está casado con Rita Cantero García con la que tiene un hijo, David.

## Actividad docente
Durante el curso escolar 1974-75 ejerció como maestro en el Colegio Sofía Tartilán de Palencia (entonces llamado Francisco Franco).
Posteriormente fue destinado como maestro a Castrillo de Don Juan (Palencia) en cuyo Colegio Hilario Dorado Ortiz impartió docencia durante los cursos 1975-1976 y 1976-77.
En septiembre de 1977 llegó destinado al Colegio Comarcal Pablo Sáez de Frómista (Palencia), donde permaneció hasta su elección como diputado en las Elecciones Generales de 1982.
Al cesar en el cargo tras las elecciones generales de 1996, regresó a su anterior destino en Frómista.
En septiembre de 1996, y como consecuencia de la aplicación de la LOGSE (Ley Orgánica de Ordenación General del Sistema Educativo) se trasladó al Instituto de Educación Secundaria Sem Tob de Carrión de los Condes (Palencia), donde ejerció como profesor de Ciencias Naturales, hasta el 31 de agosto de 2011, año en el que se jubiló.
Entre los años 2002 y 2009 fue Jefe de Estudios Adjunto en el citado centro.
En el año 2010 se jubiló del ejercicio de la docencia.

## Actividad pública

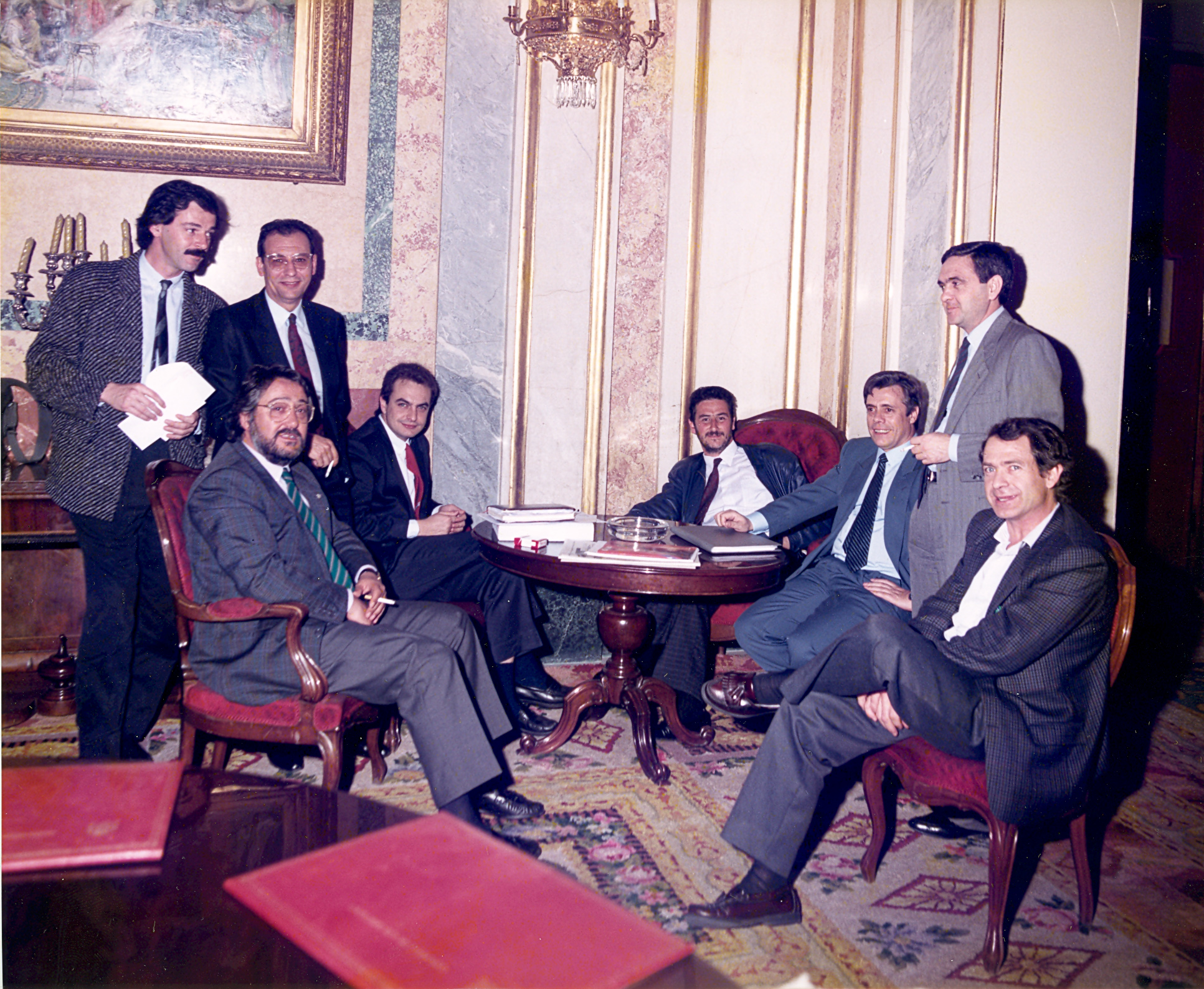
De pie, de izda. a dcha.: Ángel Capdevilla, Horacio Fernández y Antonio Pérez Solano.Sentados: Juan Colino, José Luis Rodríguez Zapatero, Juan Ramón Lagunilla, Conrado Alonso y Luis Escribano. Congreso de los Diputados, 10/05/1988

Afiliado a UGT desde el año 1977 y al Partido Socialista Obrero Español desde el 1978, ha ocupado diverso cargos en ambas organizaciones, tanto a nivel local, como provincial y regional.
En la Comisión Ejecutiva Provincial del PSOE de Palencia, ha ocupado, entre otros, los cargos de Secretario de Política Municipal, Secretario de Imagen y Comunicación, Secretario de Organización y Secretario General Provincial. A este último cargo accedió en el Congreso Provincial Extraordinario que se celebró el 22 de febrero de 1981, el día antes del intento de golpe de Estado del 23-F.
En las Comisiones Ejecutivas del Partido Socialista de Castilla y León-PSOE, ha ocupado los cargos de Secretario Regional de Relaciones Sindicales y Secretario de Organización.
Este último cargo lo desempeñó entre los años 1988 y 1996, con Juan José Laborda y Jesús Quijano como sucesivos Secretarios Generales.
Junto con este último fueron los creadores y fundadores de Perspectivas, jornadas de debate y discusión socialistas, que alcanzaron un gran prestigio y notoriedad en el ámbito político nacional de los años 90.
A mediados de los años 90, y como Secretario de Organización del PSOE de Castilla y León, tuvo un papel destacado en los conflictos vividos en la Federación Socialista de León, con motivo de las afiliaciones fraudulentas que se produjeron en dicha organización dentro del conflicto entre "guerristas" y "renovadores" que se estaba produciendo en el PSOE, y que tenían como objetivo conseguir la derrota del entonces secretario general del PSOE de León, José Luis Rodríguez Zapatero. Este conflicto le llevó a que la Comisión Ejecutiva Federal del PSOE le incoara un expediente sancionador, a instancias del entonces vicesecretario general Alfonso Guerra, que se cerró sin ningún tipo de sanción.
En las elecciones generales de 1982, ocupó el segundo lugar en la lista del PSOE al Congreso de los Diputados por Palencia, tras el malogrado Alberto Acítores Balbás (Torquemada, 1950- Madrid, 1988), fallecido en accidente de helicóptero junto a Rosa de Lima Manzano, directora general de Tráfico y exgobernadora Civil de Palencia, resultando elegido Diputado de la II Legislatura.
Durante esta legislatura fue vocal de la Comisión de Economía, Comercio y Hacienda y de la de Asuntos Exteriores.

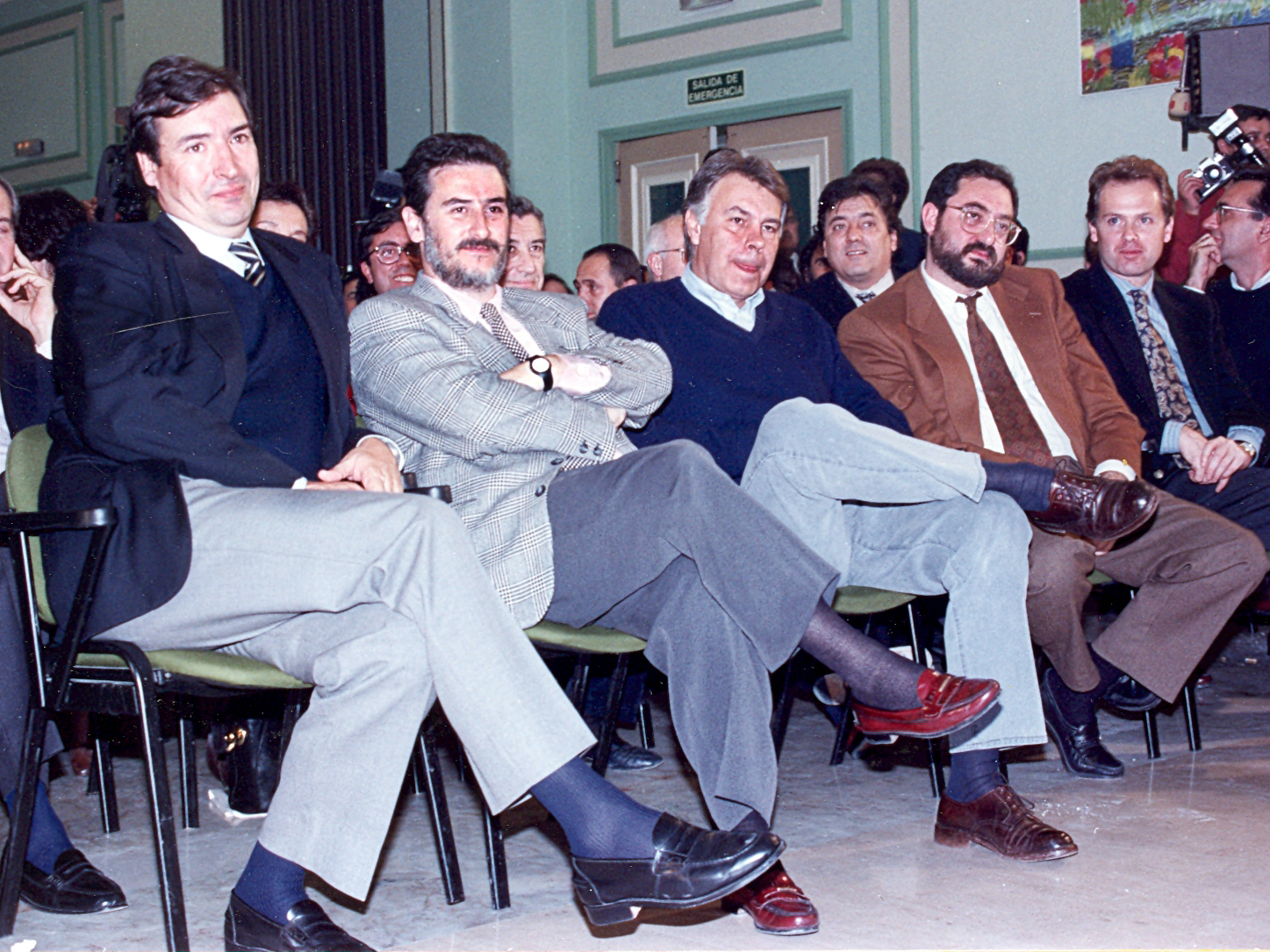
Juan José Laborda, Juan Ramón Lagunilla, Felipe González, Jesús Quijano y Antolín Sánchez Presedo, en las primeras Jornadas de Perspectivas. Magaz de Pisuerga (Palencia) 13/11/92.

De nuevo en el año 1986, se repitieron los puestos en las listas del PSOE palentino. Alberto Acítores en primer lugar y Juan Ramón Lagunilla en segundo, siendo ambos reelegidos como Diputados en esta III Legislatura, en la que se integró de nuevo en la Comisión de Economía, Comercio y Hacienda, y se incorporó a la Comisión Mixta para las Relaciones con el Tribunal de Cuentas.
Tras el fallecimiento de Alberto Acítores en junio de 1988, en las elecciones generales de 1989 salió reelegido Diputado de la IV Legislatura, continuando en la Comisión de Economía, Comercio y Hacienda y pasando a integrarse además en la de Defensa y en la de Control Parlamentario de RTVE.
Durante esta legislatura fue ponente del Proyecto de Ley de dotaciones presupuestarias, inversiones y mantenimiento de las Fuerzas Armadas; Proyecto de Ley de Plantillas de las Fuerzas Armadas; y del Proyecto de Ley de participación en la V reposición del Fondo Africano de Desarrollo.
En las elecciones de 1993 repitió como primero de la lista del PSOE al Congreso por la provincia de Palencia, resultando elegido para la V Legislatura. Fue vocal de la Comisión de Defensa y de la de Control Parlamentario de RTVE.
Intervino como ponente en el Proyecto de Ley sobre Régimen de Personal del Cuerpo de la Guardia Civil; Proyecto de Ley de regulación de la segunda actividad del Cuerpo Nacional de Policía. En esto dos proyectos de ley fue también ponente el entonces Diputado por León y actual Presidente del Gobierno, José Luis Rodríguez Zapatero. También fue ponente del Proyecto de Ley de Plantillas de las Fuerzas Armadas.
En las elecciones municipales de 1983, se presentó a las elecciones como candidato a alcalde en la localidad palentina de Frómista, siendo derrotado por la lista del PP, encabezada por José María Arconada. Permaneció como concejal y portavoz del PSOE en el Ayuntamiento de Frómista hasta las elecciones municipales de 1987.
En el año 2007 constituyó, junto con otros compañeros de la docencia, la Liga Palentina de la Educación, federada en la Asociación Liga Española de la Educación y la Cultura Popular.
En la actualidad desempeña el cargo de Secretario General de la Federación de Asociaciones Liga Española de la Educación y la Cultura Popular.
Como miembro de esta organización ha participado en el taller: Los territorios como espacios de desarrollo. Buenas prácticas de cooperación entre ONG y entidades locales, dentro de las Jornadas Cívicas Europeas 2010, celebradas en Málaga en mayo de 2010, dentro del programa de la Presidencia Española de la Unión Europea.
También es patrono de la Fundación CIVES.

## Trabajos y publicaciones
Ha publicado diversos artículos y colaboraciones en Diario Palentino y El Norte de Castilla.
Ha participado como ponente y conferenciante en temas relacionados con el Canal de Castilla.
En el IES Sem Tob ha coordinado los trabajos:
- Carrión. Peregrinando por su Historia. Guía histórica trilingüe de Carrión. CFIE de Palencia. 2004
- La sinagoga de Los Herreros de Carrión de los Condes. 2003
- El Monasterio de San Zoilo de Carrión de los Condes y las Telas islámicas de las reliquias del Santo. Segundo premio del concurso Los Nueve Secretos 2007.

Junto con José Maiso González, ha publicado:
- La judería de Carrión. Palencia: Cálamo, 2007. ISBN 978-84-96932-01-2.
- Carrión en el Cantar de Mío Cid. Publicaciones de la Institución Tello Téllez de Meneses. Núm. 78. Diputación de Palencia. ISSN 0210-7317.
- San Zoilo de Carrión en el origen del románico pleno. El románico de las domnas. Palencia, 2010. ISBN 978-84-613-9059-5.